# Europese interne markt
De Europese interne markt (ook wel eengemaakte, gemeenschappelijke markt, Europese binnenmarkt of eenheidsmarkt genoemd) is de grootste interne markt ter wereld. Het is een ruimte zonder binnengrenzen, waarbinnen economische productiefactoren (goederen, personen, diensten en kapitaal) zich vrij kunnen bewegen en omvat een regime dat verzekert dat de mededinging niet wordt vervalst.
De EU vormt samen met IJsland, Liechtenstein en Noorwegen (verenigd in de Europese Vrijhandelsassociatie) de Europese Economische Ruimte. Ook Zwitserland heeft bilaterale afspraken met de EU.
De interne markt is gegrondvest op artikel 3 van het EU-verdrag. De vrijheid van de productiefactoren komt als volgt tot uitdrukking in dat verdrag.
De interne markt gaat een stap verder dan de douane-unie.

## Vrijheid van goederenverkeer
De vrijheid van goederenverkeer is in het EU-werkingsverdrag geregeld in het titel II van het derde deel van het Werkingsverdrag en met name in artikel 30 (heffingen), de artikelen 34, 35 en 36 (kwantitatieve beperkingen) en daarnaast nog 110 Wv (belastingen). De Europese binnengrenzen voor goederenvervoer zijn op 1 januari 1994 komen te vervallen.

### Tarifaire belemmeringen

#### Heffingen (art. 30 VWEU)
In- en uitvoerrechten of heffingen van gelijke werking op goederen zijn op grond van artikel 30 van het VWEU (Verdrag betreffende de werking van de Europese Unie) verboden tussen lidstaten van de Europese Unie. Onder heffingen van gelijke werking (HGW) moet volgens het Hof van Justitie van de Europese Unie worden verstaan elke eenzijdig opgelegde geldelijke last, ongeacht de benaming of structuur ervan, die wordt opgelegd vanwege grensoverschrijding van goederen en geen douanerecht is. Heffingen van gelijke werking zijn alleen toegestaan indien het gaat om een heffing die op grond van EU-recht verplicht is of voor een daadwerkelijk geleverde dienst die vrijwillig is afgenomen. Andere rechtvaardigingsgronden zijn er niet.

#### Belastingen (art. 110 VWEU)
Op grond van artikel 110 Werkingsverdrag mogen de lidstaten van de EU op goederen die afkomstig zijn uit andere lidstaten geen hogere belastingen heffen dan over gelijksoortige nationale producten worden geheven. Bovendien mogen de belastingen op producten uit andere lidstaten ook de andere producties uit de belastingheffende lidstaat niet zijdelings beschermen. Een voorbeeld waarbij de vraag speelt of een Nederlandse belasting in strijd is met artikel 110 Werkingsverdrag is de heffing van BPM, in het bijzonder vanwege de forfaitair bepaalde vermindering van de heffingsgrondslag indien een tweedehands auto, afkomstig uit een andere lidstaat, in Nederland wordt geregistreerd. Zie het arrest van het Hof van Justitie van de Europese Gemeenschappen in de zaak C-393/98 (Gomes Valente). Arrest HvJ EG en conclusie van de A-G. Wat betreft de oude forfaitaire vermindering van de heffingsgrondslag voor de BPM van ingevoerde tweedehands auto's heeft de Hoge Raad der Nederlanden overigens beslist dat deze regeling strijdig was met artikel 110 Wv.
Arrest HR.

### Non-tarifaire belemmeringen

#### Kwantitatieve invoerbeperkingen (art. 34 VWEU)
Kwantitatieve invoerbeperkingen en alle maatregelen van gelijke werking (MGW) als een kwantitatieve beperking zijn op grond van artikel 34 van het Werkingsverdrag verboden tussen lidstaten van de EU. Een kwantitatieve beperking is een regel die de hoeveelheid te importeren goederen in een lidstaat beperkt, invoerverboden daaronder begrepen. Onder een maatregel van gelijke werking wordt verstaan een maatregel die weliswaar niet beoogt de hoeveelheid te beperken, maar die wel dat effect sorteert. Sinds het arrest Dassonville geldt "iedere handelsregeling der lidstaten die de intracommunautaire handel al dan niet rechtstreeks, daadwerkelijk of potentieel, kan belemmeren" als maatregel van gelijke werking. Op deze zeer ruime interpretatie is in het Keck-arrest (1993) de nuancering aangebracht dat eisen aan verkoopmodaliteiten niet als maatregel van gelijke werking gelden. Maatregelen die geen aanpassing aan product of verpakken vereisen zijn verkoopmodaliteiten. 

#### Kwantitatieve uitvoerbeperkingen (art. 35 VWEU)
Kwantitatieve uitvoerbeperkingen en maatregelen van gelijke werking zijn verboden op grond van artikel 35 van het Werkingsverdrag. Deze Het begrip maatregel van gelijke werking wordt hier een stuk beperkter uitgelegd dan bij kwantitatieve invoerbeperkingen het geval is. Hiervan is alleen sprake als ze discrimineren.

#### Rechtvaardigingsgronden
Op grond van artikel 36 van het Werkingsverdrag kunnen kwantitatieve beperkingen en maatregelen van gelijke werking gerechtvaardigd zijn. Deze rechtvaardiging moet zijn gegrond op de openbare zedelijkheid (bijvoorbeeld invoer pornografische artikelen, aldus HvJ EG, zaak 34/79 (Henn)), de openbare orde/veiligheid, de gezondheid (bijvoorbeeld invoer van goederen waaraan vitaminen zijn toegevoegd, aldus HvJ EG, zaak 172/84 (Sandoz)), of de bescherming van historisch/archeologisch erfgoed. Voorwaarde is wel dat de maatregelen geen middel tot willekeurige discriminatie vormen.
Naast de expliciete rechtvaardigingsgronden uit artikel 36 wordt vanaf het arrest Cassis de Dijon (1979) door het Hof erkend dat ook er ook andere gronden voor kwantitatieve beperkingen mogelijk zijn. Het moet daarbij echter wel gaan om "beperkingen zonder onderscheid", dat wil zeggen dat er geen onderscheid gemaakt mag worden tussen producten van binnenlandse en buitenlandse herkomst. Dit is een strengere eis dan de voorwaarde van art. 36 Wv die slechts willekeurige discrimatie en niet alle discriminatie verbiedt.
In het algemeen geldt dat de beperkende maatregelen bovendien evenredig moeten zijn. Dat betekent dat ze geschikt moeten zijn om het nagestreefde doel (bijvoorbeeld openbare orde te bereiken) en daarenboven dat ze noodzakelijk moeten zijn. Dat betekent dat maatregelen niet gerechtvaardigd zijn indien met minder ingrijpende maatregelen eenzelfde effect bereikt zou kunnen worden. Zie onder andere het arrest Gebhard.

## Vrijheid van werknemersverkeer
Volgens artikel 45 van het Werkingsverdrag geldt in de Europese Unie een vrij verkeer van werknemers. Het relevante secundaire EU-recht op dit gebied kan worden gevonden in:
- Verordening 1612/68[4]
- Richtlijn 68/360[5]
- Richtlijn 64/221[6]
- Richtlijn 2004/38 (Burgerschapsrichtlijn)[7]

### Werknemer
Een werknemer is eenieder die gedurende een bepaalde tijd voor een ander in een verhouding van ondergeschiktheid prestaties levert en daarvoor een vergoeding ontvangt. Niet van belang is of er formeel ook een arbeidscontract is.

### Discriminatie
Iedere werknemer is gerechtigd in andere lidstaten van de EU arbeid in loondienst te aanvaarden en te verrichten. Elke discriminatie op grond van nationaliteit van de EU-burger is verboden. Het bekendste voorbeeld van een arrest van het HvJ EG op dit punt is wel het Bosman-arrest (zaak C-415/93). In dit arrest oordeelde het HvJ EG dat de transferregels voor voetballers weliswaar niet discriminatoir waren, maar dat deze regels wel een sterke beperking van de vrijheid van werknemersverkeer tot gevolg hadden. Bijgevolg werden deze transferregels in strijd geacht met het vrije verkeer. Niet van belang werd geacht dat de transferregels door een private instelling waren opgesteld.

### Uitzonderingen verbod beperkingen
- Artikel 45 Werkingsverdrag is niet van toepassing op ambtenaren (art. 45 lid 4)
- Openbare orde/veiligheid
- Gezondheid.

Deze uitzonderingen moeten strikt worden uitgelegd.

## Vrijheid van diensten
Het verbod op beperkingen van de vrijheid van dienstenverkeer is geregeld in artikel 56 van het Werkingsverdrag. De vrijheid is gericht op zowel de dienstverlener, de dienstontvanger (beide voor zover EU-burger), als de dienst als zodanig.

### Vrijheid van vestiging
De vrijheid van vestiging is geregeld in artikel 49 Werkingsverdrag en regelt dat vrije ondernemers, bedrijven en mensen die een zelfstandig beroepsbeoefenaar zijn niet mogen worden beperkt in de vestiging in een andere lidstaat. Het Hof heeft in de zaak Gebhard overwogen dat hiervoor wel een duurzaam verblijf voorondersteld wordt.

### Verschil goederen en diensten
Goederen zijn alle waren die waardeerbaar zijn op geld en als zodanig het voorwerp van handelstransacties kunnen vormen (HvJ EG, zaak 7/68 (Commissie tegen Italië)). Het verschil tussen goederen en diensten is, dat een goed stoffelijk is van aard, terwijl een dienst onstoffelijk is.

### Toegelaten beperkingen
De openbare orde/veiligheid en volksgezondheid kunnen een eventuele beperking van de vrijheid van vestiging/diensten rechtvaardigen (artikelen 52 en 62 Werkingsverdrag). Het Hof erkent ook dat er voor het verlenen van bijzondere diensten specifieke eisen aan een dienstverrichter kunnen worden gesteld om bepaalde beroepsregels te kunnen toepassen. Deze eisen dienen proportioneel te zijn en zonder onderscheid voor iedereen op het grondgebied van een lidstaat te gelden (HvJ EG, zaak C-76/90 (Säger)).

## Vrijheid van kapitaal
Artikel 63 van het Werkingsverdrag regelt het verbod op beperkingen in de vrijheid van kapitaalverkeer. Het betreft zowel kapitaalverkeer tussen lidstaten, als lidstaten met derde-landen. Derde-landen zijn landen die niet tot de EG behoren. Onder deze vrijheid wordt ook begrepen de vrijheid ten aanzien van investeringen.

### Kapitaal (begrip)
Onder kapitaal moet worden verstaan:
- Alle valuta in betaalmiddelen
- Waardepapieren.

### Toegelaten beperkingen
Het is toegelaten de vrijheid van kapitaal te beperken omwille van de openbare orde en openbare veiligheid.

## EU-burgerschap
Het EU-burgerschap wordt de vijfde vrijheid genoemd. Het omvat de volgende rechten:
1. het recht zich vrij op het grondgebied van de lidstaten te verplaatsen en er vrij te verblijven;
2. het actief en passief kiesrecht bij de verkiezingen voor het Europees Parlement en bij de gemeenteraadsverkiezingen in de lidstaat waar zij verblijf houden, onder dezelfde voorwaarden als de onderdanen van die staat;
3. het recht op bescherming van de diplomatieke en consulaire instanties van iedere andere lidstaat op het grondgebied van derde landen waar de lidstaat waarvan zij onderdaan zijn, niet vertegenwoordigd is, onder dezelfde voorwaarden als de onderdanen van die lidstaat;
4. het recht om verzoekschriften tot het Europees Parlement te richten, zich tot de Europese ombudsman te wenden, alsook zich in een van de talen van de Verdragen tot de instellingen en de adviesorganen van de Unie te richten en in die taal antwoord te krijgen.

Het EU-burgerschap komt naast het nationaal burgerschap en dus niet in de plaats ervan.
Het EU-burgerschap wordt gedetailleerder geregeld door Richtlijn 2004/38/EG van het Europees Parlement en de Raad van 29 april 2004 betreffende het recht van vrij verkeer en verblijf op het grondgebied van de lidstaten voor de burgers van de Unie en hun familieleden.